# Mallotus eriocarpus
Mallotus eriocarpus là một loài thực vật có hoa trong họ Đại kích. Loài này được (Thwaites) Müll.Arg. mô tả khoa học đầu tiên năm 1865.